# 비코에퀜세
비코에퀜세(이탈리아어: Vico Equense)는 이탈리아 캄파니아주 나폴리현의 코무네다.

## 역사
기원전 7세기 경의 로마 시대 이전의 네크로폴리스가 이 지역에서 발견됐었다. 그것을 (라틴어: Aequana) 이라고 불렀고 로마의 귀족들은 네크로폴리스를 저택으로 삼았다. 시간이 흘러서 이곳이 번창하여 소렌토 공국으로부터 독립하기도 하였고 나폴리 왕국의 찰스 2세는 이곳에 성을 짓고 지속적으로 체류하기도 했다.

## 같이 보기
- 아말피 해안